# Something's Gotta Give
Something's Gotta Give é o quinto álbum de estúdio da banda Agnostic Front, lançado a 30 de junho de 1998.

## Faixas
1. "Something's Gotta Give" – 1:52
2. "Believe" – 1:38
3. "Gotta Go" – 3:35
4. "Before My Eyes" – 2:10
5. "No Fear" – 2:01
6. "Blinded" – 2:42
7. "Voices" – 2:16
8. "Do or Die" – 2:12
9. "My War" – 2:14
10. "Bloodsucker" – 1:41
11. "The Blame" – 2:11
12. "Today, Tomorrow, Forever" – 2:27
13. "Rage" – 1:32
14. "Pauly the Dog" – 0:48
15. "Crucified" (Iron Cross)– 3:25

## Créditos
- Roger Miret – Vocal
- Vinnie Stigma – Guitarra
- Rob Kabula – Baixo
- Jim Colletti – Bateria
- Brad Logan – Guitarra adicional e vocal de apoio